# Saipulla Atawowitsch Absaidow
Saipulla Atawowitsch Absaidow (russisch Сайпулла Атавович Абсаидов; * 14. Juli 1958 in Tarki, Sowjetunion) ist ein ehemaliger russischer Ringer.

## Karriere
Absaidow begann 1973 mit dem Ringen und feierte bereits als Junior große Erfolge. Er gewann Gold bei den Junioreneuropameisterschaften 1976 und 1978 sowie bei den Juniorenweltmeisterschaften 1977 – jeweils im Federgewicht. Bei den Europameisterschaften 1978 errang er Silber, bevor er 1979 ins Leichtgewicht wechselte.
Seinen größten sportlichen Triumph feierte Absaidow bei den Olympischen Spielen 1980 in Moskau, wo er die Goldmedaille im Leichtgewicht gewann. Im selben Jahr wurde er Europameister und 1981 auch Weltmeister in dieser Gewichtsklasse. Außerdem sicherte er sich 1980 und 1981 den sowjetischen Meistertitel. Für seine Erfolge wurde er 1980 als Verdienter Meister des Sports der UdSSR ausgezeichnet.
Nach dem Ende seiner aktiven Laufbahn war Absaidow als Trainer tätig, unter anderem für die aserbaidschanische Nationalmannschaft. Für seine Verdienste um den Sport in Aserbaidschan wurde er 2012 mit dem Şöhrət-Orden und 2016 mit der Tərəqqi-Medaille ausgezeichnet. Ab 2021 betreute er die russische Frauennationalmannschaft.
Absaidow gehört der Ethnie der Kumyken an und absolvierte ein Studium an der historischen Fakultät der Dagestanischen Staatlichen Universität.